# آردا کورال
آردا کورال (انگلیسی: Arda Kural؛ زادهٔ ۱۲ آوریل ۱۹۸۰) بازیگر اهل ترکیه است.